# 张雅怡
张雅怡（1997年5月6日—），湖南长沙人，中国女子花样游泳运动员，2022年世界游泳锦标赛集体技术自选和集体自由自选金牌得主、2023年世界游泳锦标赛集体技巧自选和集体自由自选金牌得主。